# Alfredo de Saralegui y Casellas

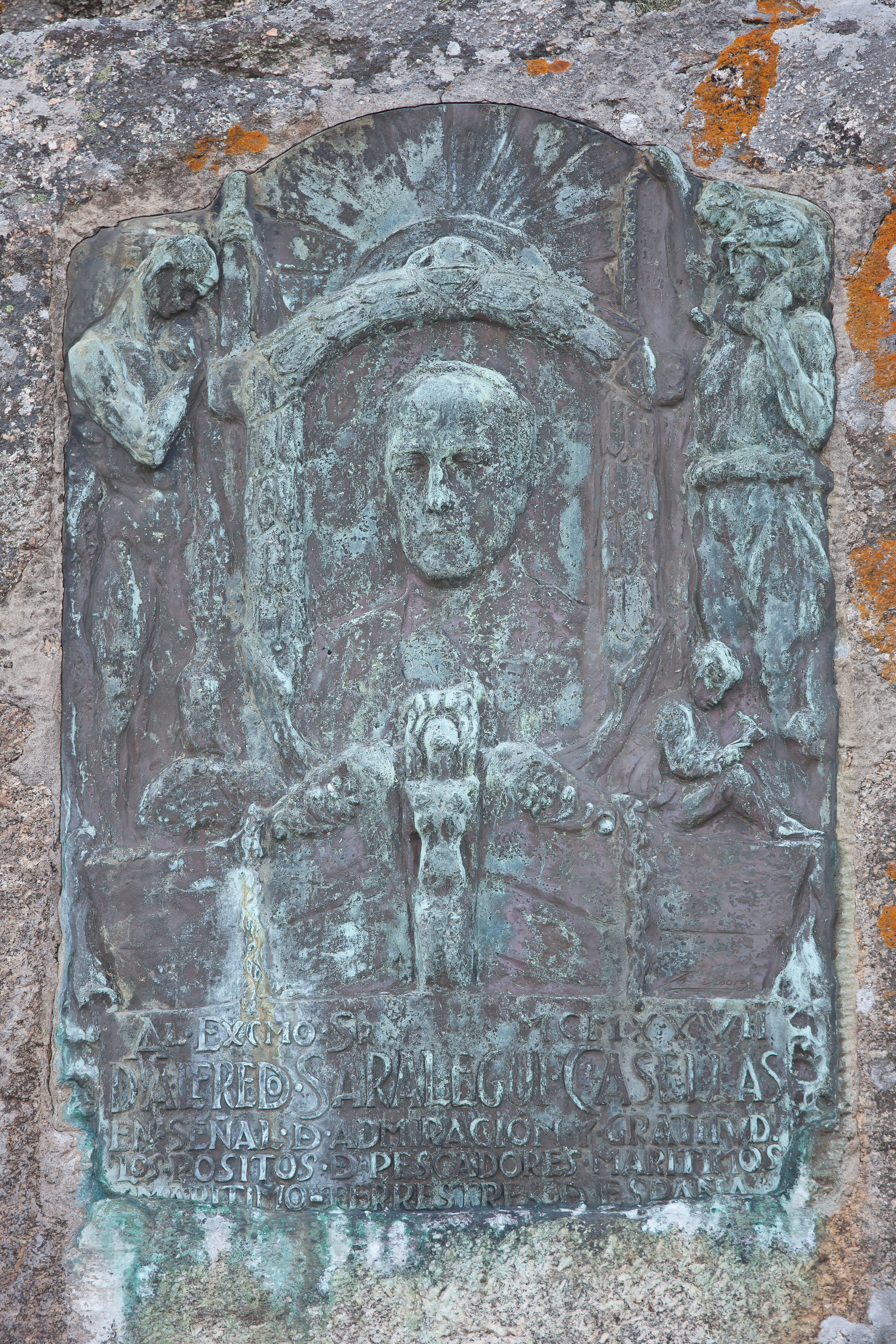
Placa d'homenatge al Far de Fisterra (Galícia).

Alfredo de Saralegui y Casellas (Ferrol, Galícia, 6 de gener de 1883 — Madrid, 27 de març de 1961), marí, sociòleg i cooperativista gallec, fundador del Instituto Social de la Marina. Net del marí i publicista Leandro de Saralegui y Fernández-Núñez, nebot dels marins, historiadors, filòlegs i acadèmics Leandro i Manuel de Saralegui y Medina i oncle valencià de l'historiador de l'art i erudit Leandro de Saralegui y López-Castro.

## Biografia
Capità de Fragata de l'Armada Espanyola, fill de Carlos de Saralegui y Medina (Ferrol, Galícia, 1843 - Madrid, 1912), intendent general de Marina, i germà de Carlos de Saralegui y Casellas (Ferrol, Galícia, 1876 - Cuba, 1898), guardiamarina, heroi de la Guerra de Cuba, mort a bord del cuirassat Biscaia. Adheria a l'esperit reformista de l'Instituto de Reformas Sociales, presidit per Gumersindo de Azcárate, valedor seu. Es va preocupar de la promoció dels pescadors perquè accedissin a un major benestar material i una major elevació cultural i moral. El seu compromís pel progrés real de les classes pesqueres motiven la seva obra i ho situen en el corrent del reformisme social i de la Institución Libre de Enseñanza. L'any 1898, seguint la tradició familiar, ingressa a l'Escola Naval Militar de Ferrol, on obté el grau d'alferes de Navili (1904). L'any 1909, es casa a Madrid amb María Vejarano y Bernaldo de Quirós, dels comtes de Nava de Tajo. L'any 1910, destinat a l'Ajudantia de Marina de Benidorm, hi organitza una cooperativa obrera de pescadors. Entre els anys 1911 i 1913, és destinat a les ajudanties de Lekeitio i Bermeo i a la comandància de Bilbao, on promou la societat cooperativa Asociación Protectora del Pescador. L'any 1914, destinat a la comandància de Marina d'Almeria, redacta el projecte de «Pósitos de Pescadores». L'any 1917, és destinat com a agregat del Ministeri de Marina a la Direcció General de Navegació i Pesca, on és nomenat redactor del Boletín de Pescas, en el qual publica el Reglamento del Pósito Pescador (1917).
Fou impulsor dels pòsits de pescadors i el seu projecte de llei, després substituït pel projecte de creació de la Caja Central de Crédito Marítimo, cooperativa de crèdit popular depenent del Ministeri de Marina creada l'any 1919. L'any 1930 es va canviar el nom en Instituto Social de la Marina, i en va ser també fundador i secretari general fins que l'institut va ser suprimit l'any 1936 amb motiu de la Guerra Civil. Va ser restablert l'any 1938. Sota la dictadura, va subir una major reforma l'any 1941 i en aquesta ocasió en va ser apartat per les autoritats franquistes.
L'any 2015, amb motiu del 75è aniversari de la cooperativa, pòstumament en fou reconegut oficialment com fundador. Diversos carrers de municipis pesquers (Algesires, Cangas, Vilagarcía de Arousa, etcètera) porten el seu nom.

## Obres destacades
- España marítima. Ensayos sociales (1929). Madrid: Ed. Juan Ortiz.

## Honors i distincions
- Gran Creu de l'Orde Civil de la Beneficència
- Medalla al Mèrit Social Marítim a títol pòstum
- Fill adoptiu d'Almeria
- Fill predilecte de Ferrol